# Araeoscelida
Araeoscelidia hoặc Araeoscelida là một nhánh các loài bò sát phân lớp hai cung tuyệt chủng bị bóc tách bề ngoài giống như thằn lằn, kéo dài từ cuối Kỷ Than đá đến đầu Kỷ Permi. Nhóm này chứa các chi Araeoscelis, Petrolacosaurus, có thể cả chi Spinoaequalis thủy sinh, và các chi ít nổi tiếng hơn như Kadaliosaurus và Zarcasaurus. Nhánh này được coi là nhóm chị em cho tất cả phân lớp hai cung sau này